# Hoya obovata
Hoya obovata is een plant uit de maagdenpalmfamilie (Apocynaceae).
De plant wordt gevonden in Indonesië in de tropische oerwouden.
Het is een snelgroeiende epifyt met ranke uitlopers. De plant nestelt zich in de oksels van bomen en laat de bladstengels naar beneden groeien.
De bladeren zijn praktisch rond van vorm en donkergroen met veel kleine zilveren vlekjes die onder invloed van zonlicht kunnen verkleuren tot roze. De doorsnede van het blad bedraagt 6 tot 10 centimeter.
De plant bloeit gemakkelijk en heeft veel bloemtrossen. De bloemen zijn lichtroze met een dornkerroze binnenkroon. De buitenbloembladeren buigen terug. De bloemen bevatten een nectar die naar rozen geurt met een zoete zweem. Per tros staan er vijftien tot vijfentwintig bloemen die twee weken blijven staan.
De plant kent ook een variant met bonte bladeren met vanuit het hart een lichtrose tot geelwitte kleuring.